# アマリヤ・クナウス
アマリヤ・クナウス（Amalija Knavs, 旧姓: ウルチニク《Ulčnik》; 1945年7月9日 - 2024年1月9日）は、アメリカ合衆国大統領夫人のメラニア・トランプの実母にあたるスロベニア系アメリカ人の女性である。彼女はまた、バロン・トランプの母方の祖母にあたる。

## 生い立ち
アマリヤ・ウルチニクは、1945年7月9日にオーストリアのユーデンドルフ＝シュトラセンゲルで生まれた。彼女はそこと、当時ユーゴスラビアの一部であったスロベニアで育った。母のアマリア（Amalija）は裁縫師兼農家、父のアントン・ウルチニク（Anton Ulčnik）は靴職人で、後に赤タマネギの農家となった。
若年期の彼女は家族のタマネギ農場で働いた。1964年から1997年までは国営の子供服農場で働き、そこで織物の型紙の作成と管理を務めた。
クナウスは1966年にセヴニツァでスロベニア共産主義者同盟の一員であるヴィクトル（Viktor）と出会った。結婚後に2人はセヴニツァで暮らし、娘のイネス（Ines, 1968年生）とメラニア（1970年生）をもうけた。

## 晩年と死
2017年8月までにアマリヤとその夫はニューヨーク市に移っていた。後に、娘のメラニアが2人のグリーンカードのスポンサーを務めたことが報じられた。2018年5月、アマリヤはホワイトハウス・ローズガーデンで実施された式典に出席し、メラニアが公共意識向上キャンペーンであるBe Bestを始動させた場面に居合わせた。2018年8月、アマリヤとヴィクトルはニューヨーク市裁判所での宣誓式を経てアメリカ合衆国市民権を取得した。『ニューヨーク・タイムズ』紙は、彼女が公の場で「ステレオタイプのアメリカ人の祖母像」に固執していなかったと評した。
2024年1月9日、クナウスはフロリダ州マイアミの病院で78歳で亡くなった。彼女は2023年後半から「非常に体調が悪かった」とされ、『ピープル』誌の取材に応じた関係者は、メラニアが病床に付き添うためにマー・ア・ラゴでの年越しパーティーを欠席したことを明かした。